# جیانگ چاولیانگ
جیانگ چاولیانگ (به چینی: 蒋超良) (زاده اوت ۱۹۵۷) سیاست‌مدار، اقتصاددان، بانکدار و مدیر ارشد اجرایی چینی است، که در حال حاضر به‌عنوان رییس هیئت مدیره بانک کشاورزی چین فعالیت می‌نماید. وی در فاصله سال‌های ۲۰۰۴ تا ۲۰۰۸ ریاست هیئت مدیره بنک آو کامیونیکیشن را بر عهده داشت.